# 華沙 (明尼蘇達州)
華沙（英語：Warsaw）是位於美國明尼蘇達州賴斯縣華沙鎮區的一個普查規定居民點。

## 人口
根據2020年美國人口普查的數據，華沙的面積為4.93平方千米，當中陸地面積為2.24平方千米，而水域面積為2.69平方千米。當地共有人口644人，而人口密度為每平方千米130.63人。